# 骨格式

抗うつ薬 エスシタロプラムの骨格式。ヘテロ原子、三重結合、フェニル基、立体化学の骨格構造を特徴とする。

有機化合物における、骨格式 (英: Skeletal formula)、線角式、結合線式、略記式とは、分子における原子、結合および幾何学的な詳細を説明するための、最も単純な構造式のこと。骨格式における直線は、他の元素が記されていない限り、炭素原子間の結合を表している。炭素原子およびそれに結合する水素原子の表記は任意である。
この表記法の初期の形は、有機化学者アウグスト・ケクレによって最初に考案されたが、現在の形は分子のルイス構造式と価電子と密接に関連し影響を受けている。そのため、ケクレ構造式、ルイス・ケクレ構造式ともよばれる。骨格式は、有機化学において広く用いられているが、その理由として、比較的短い時間で単純に描くことができることや、反応機構や非局在化電子の議論に用いられる曲線矢印表記を容易に重ね合わせられることが挙げられる。
有機化学では、骨格式ほど頻繁に用いられるものではないが、化学構造を描写するその他の表記法がいくつか存在し、それもまた広く用いられている。例えば、立体配座は骨格式と類似性があり、透視図として立体空間における原子のおおよその位置を表記するのに用いられる。ニューマン投影法、ハース投影法、フィッシャー投影法など、その他の表記法もまた骨格式といくらか類似性がある。ただし、表記法にはわずかな違いがあるため、読み手は描写された図式から構造の詳細を理解する必要があり、これらを知っておくべきである。
骨格式や立体配座は、有機金属化学や無機化学でも用いられているが、その場合の表記法はわずかに異なる。

## 骨格

### 用語
有機化合物における骨格構造とは、化合物の基本構造を形成する、互いに結合する原子の集まりである。骨格は、結合した原子の直鎖、分岐、環構造などによって構成される。炭素、水素を除く骨格原子は、ヘテロ原子とよばれる。
骨格を構成する原子には、水素および多様な置換基が結合している。水素は、炭素に結合する最も普遍的な炭素以外の原子であるが、簡略化のため明示的には描かれない。また、炭素原子は通常、「C」のように直接的に表記されることはないが、窒素は「N」、酸素は「O」などのように、ヘテロ原子は常に明示的に表記される。
ヘテロ原子やその他の原子団は、比較的高い化学反応性を示しており、化合物のスペクトラムに特定の興味深い特性をもっているため、分子に機能を与えることから、官能基とよばれる。ヘテロ原子や官能基は、有機化合物の親炭化水素基に存在する水素原子に代わるものと考えられるため、置換基ともよばれる。

### 基本構造
ルイス構造式では、共有結合は線分によって表記され、二重結合、三重結合はそれぞれ二重線、三重線によって表記される。同様に、骨格式は各原子に関連づけられた形式電荷を表記し、孤立電子対は通常、省略することができる（以下を参照）。実際に、骨格式は以下の規則に従って簡略化されたルイス構造式ととらえることができる。
- 炭素原子は線分の頂点、交点および末端で表記される。分かり易くするため、メチル基は「Me」や「CH3」と明示的に表記されることがあり、またクムレン炭素は中央に太い点「・」で表記されることが多い。
- 炭素と結合する水素原子は表記されない。記号の表記がない頂点は、オクテット則をみたすのに必要な数の水素が結合した炭素とみなされる。一方、形式電荷や非共有電子が表記された頂点は、これらの特性を炭素原子に与えるのに必要な数の水素原子が存在するものとみなされる。分かり易くするために、必要に応じてアセチレン水素やホルミル水素を明示的に表記することができる。
- ヘテロ原子に結合する水素原子は明示的に表記する。ヘテロ原子とそれに結合する水素原子は、水素ーヘテロ原子結合を明示せず、「OH」「NH2」のように単一の基として表記することが多い。メトキシ基「OMe」やジメチルアミノ基「NMe2」のような、単純なアルキルおよびアリール置換基をもつヘテロ原子は、類推により同様に表記されることがある。
- カルベン炭素の孤立電子対は明示的に示される必要があるが、それ以外の場合、孤立電子対の表記は任意であり、強調のためのみで表記される。一方、典型元素における形式電荷と不対電子は常に明示的に表記される。

分子の標準的な描写では、最も寄与の大きい共鳴構造（標準形式）によって表記される。ただし、骨格式は「真の分子」すなわち寄与するすべての共鳴構造における加重平均によって表記されるとみなされる。したがって、ベンゼンやカルボン酸陰イオンのように、複数の共鳴構造が寄与する場合、いずれか1つの共鳴構造を任意に選択することで、骨格式は真の構造を表し、またこの表記法では、不等価な単結合と二重結合として描かれているにも関わらず、分数次数の等価な結合が含まれるものとみなされる。

### 現代の作図法
骨格構造が19世紀後半に導入されて以来、その外見は凄まじい進化を遂げた。今日に用いられる作図法は、1980年代に遡る。ChemDrawソフトウェアパッケージが、アメリカ化学会、王立化学会、ドイツ化学会などで、事実上の業界基準として採用されたおかげで、これらの作図法は1990年代後半以降、化学文献においてほとんど普遍的なものになっている。特に立体結合を表記する際は、アメリカ合衆国、イギリス、ヨーロッパの慣習の違いや個人の好みなどにより、作図法にはわずかな違いが残っている。他に、作図者による表記法の違いとして、形式電荷における正負の記号には、「⊕」「⊖」のように丸印を付けることもでき、あるいは付けないこともできるというものがある。多くの作図者が用いる表記法を、具体例とともに以下に示す。
1. sp2およびsp3混成炭素とヘテロ原子における結合は、できる限り120°で表記し、また最長の原子鎖は、シス二重結合によって遮られない限り、ジグザグの折れ線で表記するのが慣例である。4つの置換基がすべて表記されていない限り、立体化学における結合が楔型および破線で示されている場合も同様である。（以下を参照）[注釈 2]
2. 正四面体炭素における4つの置換基がすべて表記されている場合、2つの平面置換基における結合角は120°で表記されるが、他の2つの置換基は、立体化学を表記するため、通常は楔型および破線で表記され、また結合角は60°から90°よりも小さな角度で表記される。
3. sp混成原子における直線構造は、通常180°でつながる線分として表記される。アレンやクムレンのように、2つの二重結合が連結する場合は、結合は点で区切られる。
4. 炭素環や複素環は、3から8員環の場合、通常は正多角形で表記されるが、形の大きい環構造は凹多角形で表記される傾向にある。[注釈 3]
5. 基の内部の原子は、骨格に直接結合している原子から結合が伸びるように配置される。例えば、ニトロ基「NO2」は結合の位置に応じて「ーNO2」または「O2Nー」と表記される。一方、イソ亜硝酸基は「ーONO」または「ONOー」と表記される。[注釈 4]

## 炭素と水素原子の省略
例えば、上図にヘキサンの骨格式を図示する。「C1」が付された炭素原子は、結合が見かけ上1つしか存在しないため、結合の総数を4つにするには、追加で3つの水素が結合していればよい。同様に、「C3」が付された炭素原子は、他の炭素との結合が2つ存在するため、2つの水素原子が結合していればよい。比較として、X線結晶構造解析によって決定された、ヘキサンの実際の分子構造について中央図にルイス構造式、下図に球棒モデルを図示する。
作図をする際に一貫性が保たれている限り、鎖に対してどちらの末端から番号を付しても構わない。示性式およびIUPAC名で、方向を確認することができる。分子によっては、いずれの方向でも馴染みのあるものもある。

## ヘテロ原子と水素原子の省略
炭素および水素以外のすべての原子については、塩素は「Cl」、酸素は「O」、ナトリウムは「Na」などのように、元素記号を表記する。有機化学の文脈では、これらの原子はヘテロ原子とよばれる。接頭辞の「heteroー」は、ギリシャ語の「他の」を意味する「ἕτερος」 (発音: héteros) に由来する。
ヘテロ原子に結合した水素は、すべて明示的に表記される。例えば、エタノール「C2H5OH」では、酸素に結合した水素には記号「H」が付されるが、炭素原子に結合した水素原子は直接的には表記されない。
水素ーヘテロ原子結合を明示する直線は、分かり易さと簡潔さにために通常は省略される。そのため、水酸基は「ーOーH」ではなく「ーOH」と表記されるように、官能基の内部における価標は省略されることが多い。これらの結合は、反応機構に関与する際、その存在を強調するために、完全に図示されることもある。
比較のため、マイクロ波分光法で決定された気相中のエタノール分子の実際の立体構造を、上図に骨格式、中央図にルイス構造式、また下図に球棒モデルとして図示する。

## 疑似元素記号
一見すると元素記号のようだが、非常に一般的な置換基や、あるいは元素群のうち不特定の一元素を示しているものもある。これらは疑似元素記号または有機元素とよばれ、骨格式の内部では一価の「元素」であるように扱われる。以下、疑似元素記号の一覧を掲載する。

### 一般化された元素記号
- 「X」は任意の (疑似) ハロゲン原子を指す。（関連するMLXZ表記法では、「X」は一電子供与配位子を指す)
- 「L」および「Ln」は配位子および配位子群を指す。（関連するMLXZ表記法では、「L」は二電子供与配位子を指す)
- 「M」および「Met」は任意の金属原子を指す。（「M」は配位子の正体が不明または無関係のときに、配位金属「MLn」と表記される際にも用いられる)
- 「E」および「El」は任意の求電子剤を指す。(文脈によっては、「E」は Pブロック元素を指すこともある)
- 「Nu」は任意の求核剤を指す。
- 「Z」は共役電子求引基を指す。(関連する MLXZ 表記では、「Z」は零電子供与性配位子を指す。また、関連のない用法では、ベンジルオキシカルボニル基の略語を指すこともある。)
- 「D」は重水素「2H」を指す。
- 「T」はトリチウム「3H」を指す。

### アルキル基
- 「R」は任意のアルキル基およびオルガニル基を指す。（「Alk」はアルキル基を明確に表記するために用いられる)
- 「Me」はメチル基を指す。
- 「Et」はエチル基を指す。
- 「Pr」、「n-Pr」および「nPr」は (最も単純な) プロピル基を指す。（「Pr」はプラセオジウムの元素記号としても指すが、プロピル基は一価なのに対し、プラセオジウムは三価なので、実際に曖昧さが生じるのは稀である)
- 「i-Pr」および「iPr」はイソプロピル基を指す。
- 「All」はアリル基を指す。（一般的でない）
- 「Bu」、「n-Bu」および「nBu」は (最も単純な) ブチル基を指す。
- 「i-Bu」および「iBu」はイソブチル基を指す。
- 「s-Bu」および「sBu」は二級ブチル基を指す。
- 「t-Bu」および「tBu」は三級ブチル基を指す。
- 「Pn」はペンチル基を指す。（「Am」は同義のアミル基を指すが、同時にアメリシウムの元素記号を指す)
- 「Np」および「Neo」はネオペンチル基を指す。（注意: 有機金属化学では、「Np」はネオフィル基「PhMe2Cー」を指すことが多い。また、「Np」はネプツニウムの元素記号としても指す。)
- 「Cy」および「Cyl」はシクロヘキシル基を指す。
- 「Ad」はアダマンチル基を指す。
- 「Tr」および「Trt」はトリチル基を指す。

### 芳香族および不飽和置換基
- 「Ar」は任意のアリール基 (芳香族置換基) を指す。（「Ar」はアルゴンの元素記号としても指すが、アルゴンは有機化学において通常の条件下では不活性であるため、アリール基として表記しても混乱が生じることはない）
- 「Het」は任意の複素芳香族置換基を指す。
- 「Bn」および「Bzl」はベンジル基を指す。（ベンゾイル基の「Bz」との混乱が生じやすいが、古い文献ではベンジル基を「Bz」と表記していることもある)
- 「Dipp」は 2,6ージイソプロピルフェニル基を指す。
- 「Mes」はメシチル基を指す。
- 「Ph」および「φ」はフェニル基を指す。(フェニル基を「Phi」と表記することは少なくなっている)
- 「Tol」はトリル基、特にパラ体のものを指す。
- 「Is」および「Tipp」は 2,4,6ートリイソプロピルフェニル基を指す。（前者の記号は同義語の「isityl」に由来する）
- 「An」はアニシル基を指す。（「An」は一般的なアクチノイド元素としても指すが、アニシル基は一価なのに対し、アクチノイドは二価、三価あるいはそれ以上の価数なので、実際に曖昧さが生じるのは稀である）
- 「Cp」はシクロペンタジエニル基を指す。（「Cp」はルテチウムの旧名であるカシオペイウムの元素記号としても指す）
- 「Cp*」はペンタメチルシクロペンタジエニル基を指す。
- 「Vi」はビニル基を指す。（一般的でない）

### 官能基
- 「Ac」はアセチル基を指す。（「Ac」はアクチニウムの元素記号としても指すが、アクチニウムは有機化学においてほとんど登場しないため、アセチル基として表記しても混乱が生じることはない)
- 「Bz」はベンゾイル基を、「OBz」はベンゾエート基を指す。
- 「Piv」はピバロイル基 (三級ブチルカルボニル基) を、「Opiv」はピバレート基を指す。
- 「Bt」は 1-ベンゾトリアゾリル基を指す。
- 「Im」は 1-イミダゾリル基を指す。
- 「NPhth」はフタルイミド-1-イル基を指す。

### スルホニル基 / スルホン酸基
スルホン酸エステルは、求核置換反応においてしばしば脱離基として用いられる。詳細は、スルホニル基とスルホン酸に関する記事をご覧ください。
- 「Bs」はブロシル基 (パラーブロモベンゼンスルホニル基) を、「OBs」はブロシレート基を指す。
- 「Ms」はメシル基 (メタンスルホニル基) を、「OMs」はメシル酸基を指す。
- 「Ns」はノシル基 (パラーニトロベンゼンスルホニル基) を、「ONs」はノシル酸基を指す。（「Ns」はニールスボーリウムの元素記号としても指していたが、ボーリウム「Bh」に名称変更された）
- 「Tf」はトリフリル基 (トリフルオロメタンスルホニル基) を、「OTf」はトリフラート基を指す。
- 「Nf」はノナフリル基 (ノナフルオロメタンスルホニル基)「CF3(CF2)3SO2」を、「ONf」はノナフラート基を指す。
- 「Ts」はトシル基を、「OTs」はトシル酸基を指す。（「Ts」はテネシンの元素記号としても指すが、テネシンは余りにも不安定なので、有機化学においてほとんど登場しないため、トシル基として表記しても混乱が生じることはない)

### 保護基
保護基および被保護基は、官能基の化学修飾によって分子に導入され、その後の化学反応における化学選択性を獲得し、多段階の有機合成を容易にする。
- 「Boc」は三級ブトキシカルボニル基を指す。
- 「Cbz」および「Z」はベンジルオキシカルボニル基を指す。
- 「Fmoc」はフルオロメトキシカルボニル基を指す。
- 「Alloc」はアリルオキシカルボニル基を指す。
- 「Troc」はトリクロロエトキシカルボニル基を指す。
- 「TMS」、「TBDMS」、「TES」、「TBDPS」、「TIPS」など、シリルエーテル基を指すものがある。
- 「PMB」は 4-メトキシベンゼン基を指す。
- 「MOM」はメトキシメチル基を指す。
- 「THP」は 2-テトラハイドロピラニル基を指す。

## 多重結合
2つの原子は、複数の電子対を共有することで結合する。炭素における結合のうち普遍的なものは、単結合、二重結合および三重結合である。単結合は最も普遍的で、骨格式では2つの原子の間に1本の実線で図示される。二重結合は2本の平行線で、三重結合は3本の平行線で図示される。
より高度な結合理論では、結合次数が非整数値をとる場合がある。この場合、実線と破線の組み合わせは、それぞれ結合次数の整数部分と非整数部分を示す。
骨格式における多重結合の例
- 3-ヘキセンには炭素間に内部二重結合が存在する
- 1-ヘキセンには末端に二重結合が存在する
- 3-ヘキシンには炭素間に内部三重結合が存在する
- 1-ヘキシンには末端に三重結合が存在する

## ベンゼン環
現代では、ベンゼン環は1872年にケクレが最初に提唱した構造によく似た、単結合と二重結合が交互に並ぶ六角形で表記されるのが一般的である。前述のような、「1,3,5-シクロヘキサトリエン」の単結合と二重結合が交互に並ぶ構造は、ベンゼンの2つの等価な共鳴構造、すなわち右図に示されたもの、および単結合と二重結合の位置が逆になっているもののうち、いずれか1つを図示したものとみなされる。ベンゼン環における炭素間の結合距離はすべて同じであり、結合次数はちょうど1.5である。一般的に、ほとんどの芳香環においては、2つの類似した共鳴構造が構造に大きく寄与するが、等価ではないため、一方の構造が他方に対してわずかに大きな寄与をしたり、結合次数が1.5とは少しだけ違ったりする場合がある。
この非局在化を強調する他の表記法として、単結合の六角形の内部に円を描き、非局在化したπ軌道を表現することがある。ヨハネス・ティーレによって提唱されたこの表記法は、かつて有機化学の入門書において非常に一般的だったものであり、現在でも非公式な場面では多く用いられている。ただし、この表記法は電子対の位置関係、および電子の正確な動きを示すことができないため、教育的および正式な学術的な文脈では、ケクレの表記法に大きく置き換えられている。

## 立体化学

骨格式における化学結合の異なる表記法

立体化学では、骨格式は便宜上の表記をされる。

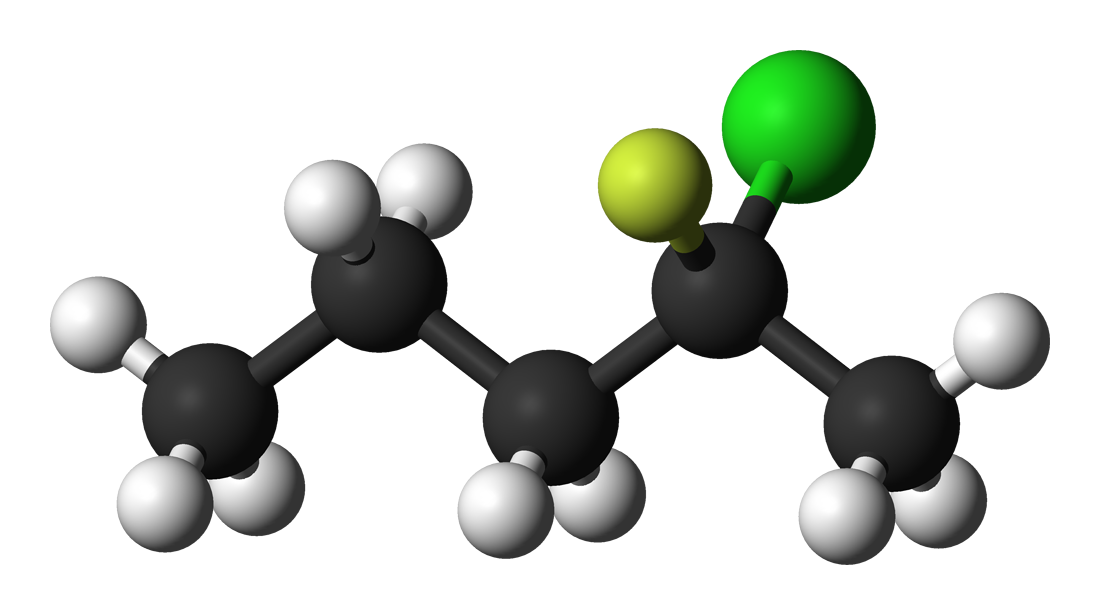
R-2-クロロ-2-フルオロペンタンの球棒モデル
R-2-クロロ-2-フルオロペンタンの骨格式
S-2-クロロ-2-フルオロペンタンの骨格式
アンフェタミンの骨格式 R体とS体の2つの鏡像異性体の混合物を示す

関連する化学結合には、いくつかの表記法が存在する。
- 実線は、紙面内および画面内における結合を指す。
- 楔形の実線は、紙面および画面から、読み手の方向に向かう結合を指す。
- 楔形の破線は、紙面および画面から、読み手とは反対の方向に向かう結合を指す。[注釈 6]
- 波線は、未知の立体化学、およびその時点で2つの可能性がある立体異性体における混合物を指す。
- かつてステロイド化学において一般的であった、水素立体化学の旧式[注釈 7]の表記法では、上向きの水素原子には頂点を中心とした黒丸「●」が、下向きの水素原子には頂点の隣に2本の垂直線「||」および白丸「○」が用いられる。これらはそれぞれ、Hドット、Hダッシュ、H円とよばれる。

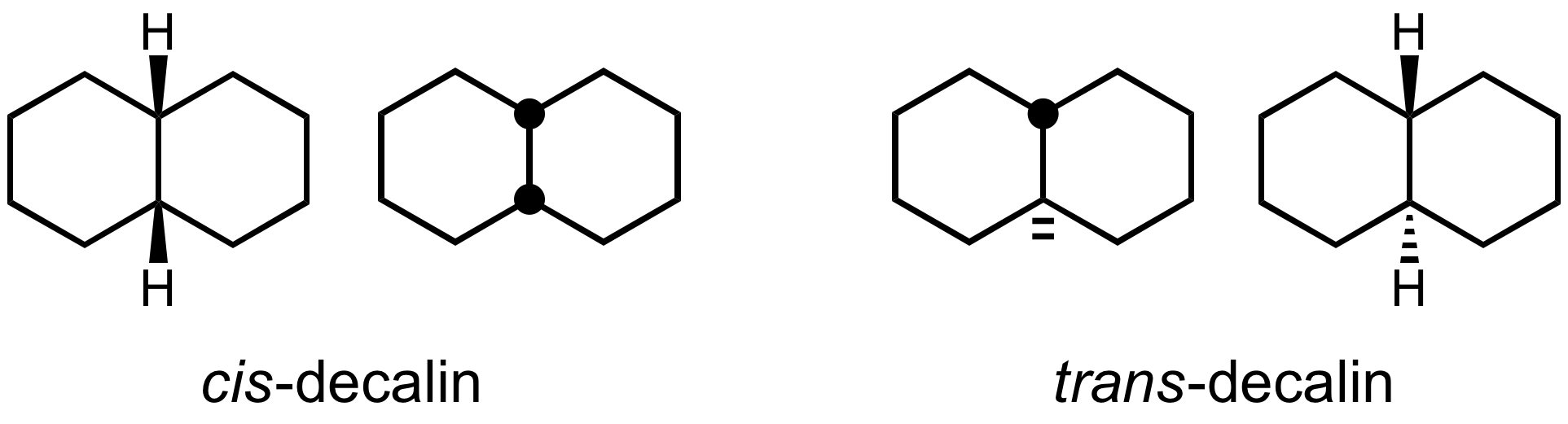
デカリンにおけるシストランス異性体の骨格式。上向きの水素は黒丸で、下向きの水素は2本の垂直線で示される。

この表記法の初期の形は、リヒャルト・クーンによる1932年の出版物において、太い実線と破線が用いられたことに遡る。現代における、実線および破線の楔型を用いた表記法は、1940年代にジュリオ・ナッタが高分子の構造を表記するために導入され、1959年にドナルド・クラムとジョージ・ハモンドが出版した有機化学の教科書で広く普及された。
骨格式は、アルケンのシストランス異性体を表記することができる。波線の単結合は、未知および不特定の立体化学、あるいは四面体のキラル中心などによる、異性体における混合物を表記する基本的な方法である。交差した二重結合が用いられることもあるが、これはもはや一般的な表記法ではない。ただし、コンピュータソフトウェアによっては、未だに必要とされる場合がある。

アルケンにおける立体化学

## 水素結合

緑の破線は、酢酸の水素結合を指す

水素結合は、点線および破線で表記されるのが一般的である。ただし、文脈によっては、破線は遷移状態において部分的に形成された、あるいは切断された結合として表記されることもある。